# Basketball-Afrikameisterschaft 2021
Die Basketball-Afrikameisterschaft 2021 (kurz: AfroBasket 2021) war die 30. Austragung dieses Turniers.
Sie fand vom 24. August bis zum 5. September 2021 in der Kigali Arena der ruandischen Hauptstadt Kigali statt.

## Teilnehmer
Direkt qualifiziert war nur der Gastgeber:
- Ruanda

Als Gruppenerste der fünf Qualifikationsgruppen nahmen folgende Mannschaften teil:
- Tunesien – Gruppe A
- Senegal – Gruppe B
- Elfenbeinküste – Gruppe C
- Nigeria – Gruppe D
- Ägypten – Gruppe E

Als Gruppenzweite der fünf Qualifikationsgruppen nahmen folgende Mannschaften teil:
- Demokratische Republik Kongo – Gruppe A
- Angola – Gruppe B
- Kamerun – Gruppe C
- Südsudan – Gruppe D
- Uganda – Gruppe E

Als Gruppenzweite der fünf Qualifikationsgruppen nahmen folgende Mannschaften teil:
- Zentralafrikanische Republik – Gruppe A
- Kenia – Gruppe B
- Guinea – Gruppe C
- Mali – Gruppe D
- Kap Verde – Gruppe E

## Modus
Beim Turnier wurde eine Vorrunde in vier Gruppen zu je vier Mannschaften als Rundenturnier ausgetragen.
Zu Beginn der K.-o.-Runden gab es eine Playoffrunde für die Zweit- und Drittplatzierten der Gruppenphase, deren Gewinner sich wie die Gruppensieger für das Viertelfinale qualifizierten.

## Vorrunde
Die Spiele der Vorrunde fanden zwischen dem 24. und dem 29. August 2017 statt.

### Gruppe A
| Nation       | Sp | S | N | P+  | P-  |            | Kap Verde | Ruanda | Angola | Kongo Demokratische Republik |
| ------------ | -- | - | - | --- | --- | ---------- | --------- | ------ | ------ | ---------------------------- |
| 1. Kap Verde | 3  | 2 | 1 | 225 | 215 | *          | —         | —      | 66:70  |                              |
| 2. Ruanda    | 3  | 2 | 1 | 227 | 218 | 74:82      | *         | —      | 82:68  |                              |
| 3. Angola    | 3  | 1 | 2 | 212 | 206 | 71:77 n. V | 68:71     | *      | —      |                              |
| 4. DR Kongo  | 3  | 1 | 2 | 196 | 221 | —          | —         | 58:73  | *      |                              |

### Gruppe B
| Nation           | Sp | S | N | P+  | P-  |       | Tunesien | Agypten | Guinea-a | Zentralafrikanische Republik |
| ---------------- | -- | - | - | --- | --- | ----- | -------- | ------- | -------- | ---------------------------- |
| 1. Tunesien      | 3  | 3 | 0 | 237 | 178 | *     | —        | 82:46   | 68:51    |                              |
| 2. Ägypten       | 3  | 1 | 2 | 231 | 229 | 81:87 | *        | 78:86   | —        |                              |
| 3. Guinea        | 3  | 1 | 2 | 192 | 221 | —     | —        | *       | 60:61    |                              |
| 4. Zentralafrika | 3  | 1 | 2 | 168 | 200 | —     | 56:72    | —       | *        |                              |

### Gruppe C
| Nation            | Sp | S | N | P+  | P-  |       | Elfenbeinküste | Nigeria | Kenia | Mali |
| ----------------- | -- | - | - | --- | --- | ----- | -------------- | ------- | ----- | ---- |
| 1. Elfenbeinküste | 3  | 3 | 0 | 255 | 205 | *     | —              | 88:70   | —     |      |
| 2. Nigeria        | 3  | 2 | 1 | 220 | 205 | 68:77 | *              | —       | 81:73 |      |
| 3. Kenia          | 3  | 1 | 2 | 197 | 225 | —     | 55:71          | *       | 72:66 |      |
| 4. Mali           | 3  | 0 | 3 | 206 | 243 | 67:90 | —              | —       | *     |      |

### Gruppe D
| Nation      | Sp | S | N | P+  | P-  |        | Senegal | Sudsudan | Uganda | Kamerun |
| ----------- | -- | - | - | --- | --- | ------ | ------- | -------- | ------ | ------- |
| 1. Senegal  | 3  | 3 | 0 | 295 | 195 | *      | —       | 93:55    | 98:65  |         |
| 2. Südsudan | 3  | 2 | 1 | 183 | 190 | 75:104 | *       | 88:86    | —      |         |
| 3. Uganda   | 3  | 1 | 2 | 221 | 247 | —      | —       | *        | 80:66  |         |
| 4. Kamerun  | 3  | 0 | 3 | 131 | 198 | —      | 0:20    | —        | *      |         |

## Finalrunde
Die Spiele der Finalrunde fanden zwischen dem 30. August und 5. September 2021 statt.

### Playoffs
|          | Ergebnis |        |
| -------- | -------- | ------ |
| Ruanda   | 68:72    | Guinea |
| Ägypten  | 62:70    | Angola |
| Nigeria  | 68:80    | Uganda |
| Südsudan | 60:58    | Kenia  |

### Viertelfinale, Halbfinale, Finale
| Viertelfinale 1./2. September | Viertelfinale 1./2. September | Viertelfinale 1./2. September |    |                | Halbfinale 4. September | Halbfinale 4. September | Halbfinale 4. September |                  |                  | Finale 5. September | Finale 5. September | Finale 5. September |
|                               |                               |                               |    |                |                         |                         |                         |                  |                  |                     |                     |                     |
| C1                            | Elfenbeinküste                | 98                            |    |                |                         |                         |                         |                  |                  |                     |                     |                     |
| B3                            | Guinea                        | 50                            |    |                |                         |                         |                         |                  |                  |                     |                     |                     |
|                               |                               |                               | C1 | Elfenbeinküste | 75                      |                         |                         |                  |                  |                     |                     |                     |
|                               |                               |                               |    | D1             | Senegal                 | 65                      |                         |                  |                  |                     |                     |                     |
| D1                            | Senegal                       | 79                            |    |                |                         |                         |                         |                  |                  |                     |                     |                     |
| A3                            | Angola                        | 74                            |    |                |                         |                         | Endspiel                | Endspiel         | Endspiel         |                     |                     |                     |
|                               |                               |                               | C1 | Elfenbeinküste | 75                      |                         |                         |                  |                  |                     |                     |                     |
|                               |                               |                               |    | B1             | Tunesien                | 78                      |                         |                  |                  |                     |                     |                     |
| A1                            | Kap Verde                     | 79                            |    |                |                         |                         |                         |                  |                  |                     |                     |                     |
| D3                            | Uganda                        | 71                            |    |                |                         |                         |                         |                  |                  |                     |                     |                     |
|                               |                               |                               | A1 | Kap Verde      | 65                      |                         |                         |                  |                  |                     |                     |                     |
|                               |                               |                               |    | B1             | Tunesien                | 75                      |                         | Spiel um Platz 3 | Spiel um Platz 3 | Spiel um Platz 3    |                     |                     |
| B1                            | Tunesien                      | 80                            |    |                |                         | D1                      | Senegal                 | 86               |                  |                     |                     |                     |
| D2                            | Südsudan                      | 65                            |    |                |                         |                         | B1                      | Kap Verde        | 73               |                     |                     |                     |
|                               |                               |                               |    |                |                         |                         |                         |                  |                  |                     |                     |                     |